# 건조 문화권
건조 문화권은 건조 지역 문화적 특성이 비교적 넓은 지표 공간에 걸쳐 유사하게 나타나는 범위이다. 건조 문화권은 외몽골, 터키 문화권과 아랍, 베르베르 문화권으로 나뉜다.
건조문화권 에서는 농사를 짓기 어려운 땅이 대부분이라서 풀을 찾아 양과 가축을 기르는 유목 생활과 오아시스 농업이 발달했다. 하지만, 최근에 관개 농업(농경지에 물을 인위적으로 공급하는 것)의 발달로 정착 생활이 늘어나고 있다고 한다